# Rhinura obscurior
Rhinura obscurior är en fjärilsart som beskrevs av Paul Dognin 1911. Rhinura obscurior ingår i släktet Rhinura och familjen mätare. Inga underarter finns listade.